# 呂号第六十七潜水艦
| 画像をアップロード |                                                                |
| 艦歴               |                                                                |
| 計画               | 大正12年度艦艇補充計画                                         |
| 起工               | 1925年3月5日                                                   |
| 進水               | 1926年3月18日                                                  |
| 就役               | 1926年12月15日                                                 |
| 除籍               | 1945年7月20日                                                  |
| その後             | 戦後、佐世保で桟橋として使用後に解体                           |
| 性能諸元           |                                                                |
| 排水量             | 基準：988トン 常備：1,060.3トン 水中：1,301トン                |
| 全長               | 76.20m                                                         |
| 全幅               | 7.38m                                                          |
| 吃水               | 3.96m                                                          |
| 機関               | ヴィッカース式ディーゼル2基2軸 水上：2,400馬力 水中：1,600馬力 |
| 速力               | 水上：15.7kt 水中：8.6kt                                       |
| 航続距離           | 水上：10ktで5,500海里 水中：4ktで80海里                        |
| 燃料               | 重油                                                           |
| 乗員               | 48名                                                           |
| 兵装               | 40口径8cm単装砲1門 53cm魚雷発射管 艦首6門 魚雷12本             |
| 備考               | 安全潜航深度：60m                                              |

呂号第六十七潜水艦（ろごうだいろくじゅうななせんすいかん）は、日本海軍の潜水艦。呂六十型潜水艦（L4型）の8番艦。

## 艦歴
- 1925年（大正14年）3月5日 - 三菱神戸造船所で起工。
- 1926年（大正15年）3月18日 - 進水
  - 12月15日 - 竣工。呂65と共に第27潜水隊を編成[2]。
- 1927年（昭和2年）1月15日 - 第一艦隊第1潜水戦隊に編入[2]。
- 1934年（昭和9年）2月21日 - 予備艦となる[2]。
- 1936年（昭和11年）12月1日 - 予備艦となる[2]。
- 1938年（昭和13年）6月1日 - 艦型名を呂六十型に改正[3]。
- 1940年（昭和15年）7月26日 - 予備艦となる[2]。
- 1941年（昭和16年）12月5日 - 第7潜水戦隊第27潜水隊所属として、クェゼリンを出航。ウェーク島攻略作戦に参戦のためウェーク島方面の配備に就く[4]。
  - 12月24日 - クェゼリンを出航するが、故障のため帰還[4]。
- 1942年（昭和17年）1月11日 - トラック着[4]。
  - 1月16日 - トラックを出航。ラバウル攻略戦に加わりセント・ジョージ岬南方に配備[4]。
  - 1月29日 - トラック着[4]。
  - 2月10日 - 第26潜水隊に編入[4]。
  - 2月18日 - トラック出航。マーシャル諸島へ向かい、28日、ポナペ着[4]。
  - 3月3日 - ポナペを出航。マキン島、ヤルート、サイパン方面で活動[4]。
  - 4月2日 - 佐世保着[4]。
  - 7月14日 - 第5艦隊に編入[4]。
  - 9月10日 - 北方に派遣となり佐世保を出港[4]。
  - 9月26日 - キスカ島に到着。同日、空襲により両舷モーター、潜望鏡が損傷。修理のため帰還[4]。
  - 10月12日 - 横須賀着[4]。
  - 11月15日 - 呉鎮守府部隊に編入。練習潜水艦となる[4]。
- 1944年（昭和19年）8月15日 - 呉防備戦隊に編入[4]。
- 1945年（昭和20年）3月19日 - 呉で入渠中に空襲を受け13名戦死[4]。
  - 7月20日 - 除籍。終戦後、佐世保で桟橋として使用の後に解体[4][5]。

## 歴代艦長
※『艦長たちの軍艦史』467頁による。階級は就任時のもの。

### 艤装員長
- 山崎重暉 少佐：1926年8月20日 - 1926年12月15日

### 艦長
- 山崎重暉 少佐：1926年12月15日 - 1927年11月15日
- 三戸寿 少佐：1927年12月1日 - 1928年12月15日
- 林清亮 大尉：1928年12月15日 - 1929年11月5日[6]
- 宮崎武治 大尉：1929年11月5日 - 1930年4月1日
- 遠藤敬勇 大尉：1930年4月1日 - 1931年4月1日
- 都築登 大尉：1931年4月1日 - 1931年12月1日
- 岡田有作 少佐：1931年12月1日 - 1933年3月15日[7]
- 遠藤敬勇 少佐：1933年3月15日 - 1934年2月21日[8]
- （兼）浜野元一 少佐：1934年2月21日[8] - 1934年7月16日[9]
- 清水太郎 少佐：1934年7月16日 - 1934年10月22日
- （兼）都築登 少佐：1934年10月22日[10] - 1934年11月15日[11]
- 大畑正 少佐：1934年11月15日 - 1936年2月15日
- 広川隆 大尉：1936年2月15日 - 1937年11月15日[12]
- 市川旦 大尉：1937年11月15日[12] -
- （兼）上野利武 大尉：1938年4月19日[13] - 1938年6月10日[14]
- （兼）河野昌道 大尉：1938年6月10日[14] - 1938年7月30日[15]
- （兼）矢島安雄 少佐：1938年7月30日[15] - 1938年12月15日[16]
- （兼）小川綱嘉 少佐：1938年12月15日[16] - 1939年3月20日[17]
- （兼）宇野亀雄 少佐：1939年3月20日[17] - 1939年9月1日[18]
- 成沢千直 少佐：1939年9月1日 - 1939年11月15日[19]
- 大橋勝夫 少佐：1939年11月15日 - 1940年3月20日[20]
- 渡辺勝次 少佐：1940年3月20日 - 1940年7月26日[21]
- （兼）小比賀勝 少佐：1940年7月26日[21] - 1940年10月30日[22]
- 吉留善之助 少佐：1940年10月30日[22] - 1941年10月31日[23]
- 井元正之 少佐：1941年10月31日 -
- 山口一生 大尉：1942年5月30日 -
- 中山伝七 大尉：1942年8月26日 -
- 江波戸和郎 大尉：1943年3月16日 -